# Mirror Man
Mirror Man je páté studiové album amerického hudebníka Captaina Beefhearta a jeho skupiny Magic Band. Album obsahuje materiál nahraný v roce 1967 ve studiu TTG v Hollywoodu a vydaný v roce 1971 společností Buddah Records. Produkoval jej Bob Krasnow. Píseň „Kandy Korn“ vyšla v jiné verzi také na albu Strictly Personal (1968).

## Seznam skladeb
Autorem všech skladeb je Captain Beefheart.
| Strana 1 | Strana 1   | Strana 1 |
| Pořadí   | Název      | Délka    |
| -------- | ---------- | -------- |
| 1.       | Tarotplane | 19:08    |
| 2.       | Kandy Korn | 8:07     |

| Strana 2       | Strana 2            | Strana 2 |
| Pořadí         | Název               | Délka    |
| -------------- | ------------------- | -------- |
| 3.             | 25th Century Quaker | 9:50     |
| 4.             | Mirror Man          | 15:46    |
| Celková délka: | Celková délka:      | 52:51    |

## Sestava
- Captain Beefheart – zpěv, harmonika, hoboj
- Alex St. Clair Snouffer – kytara
- Jeff Cotton – kytara
- Mark Marcellino – klávesy
- John French – bicí
- Jerry Handley – baskytara